# Talsperre Ricobayo
Die Talsperre Ricobayo (spanisch Presa de Ricobayo) ist eine Talsperre mit Wasserkraftwerk in der Gemeinde Muelas del Pan, Provinz Zamora, Spanien. Sie staut den Esla zu einem Stausee auf. Die Talsperre dient der Stromerzeugung. Mit ihrem Bau wurde im Mai 1929 begonnen; sie wurde 1933 (bzw. 1934 oder 1935) fertiggestellt. Die Talsperre ist im Besitz von Iberdrola Generacion S.A. und wird auch von Iberdrola betrieben. Die Konzession von Iberdrola wurde bis 2040 verlängert; danach soll die Talsperre an den Staat zurückgehen.

## Absperrbauwerk

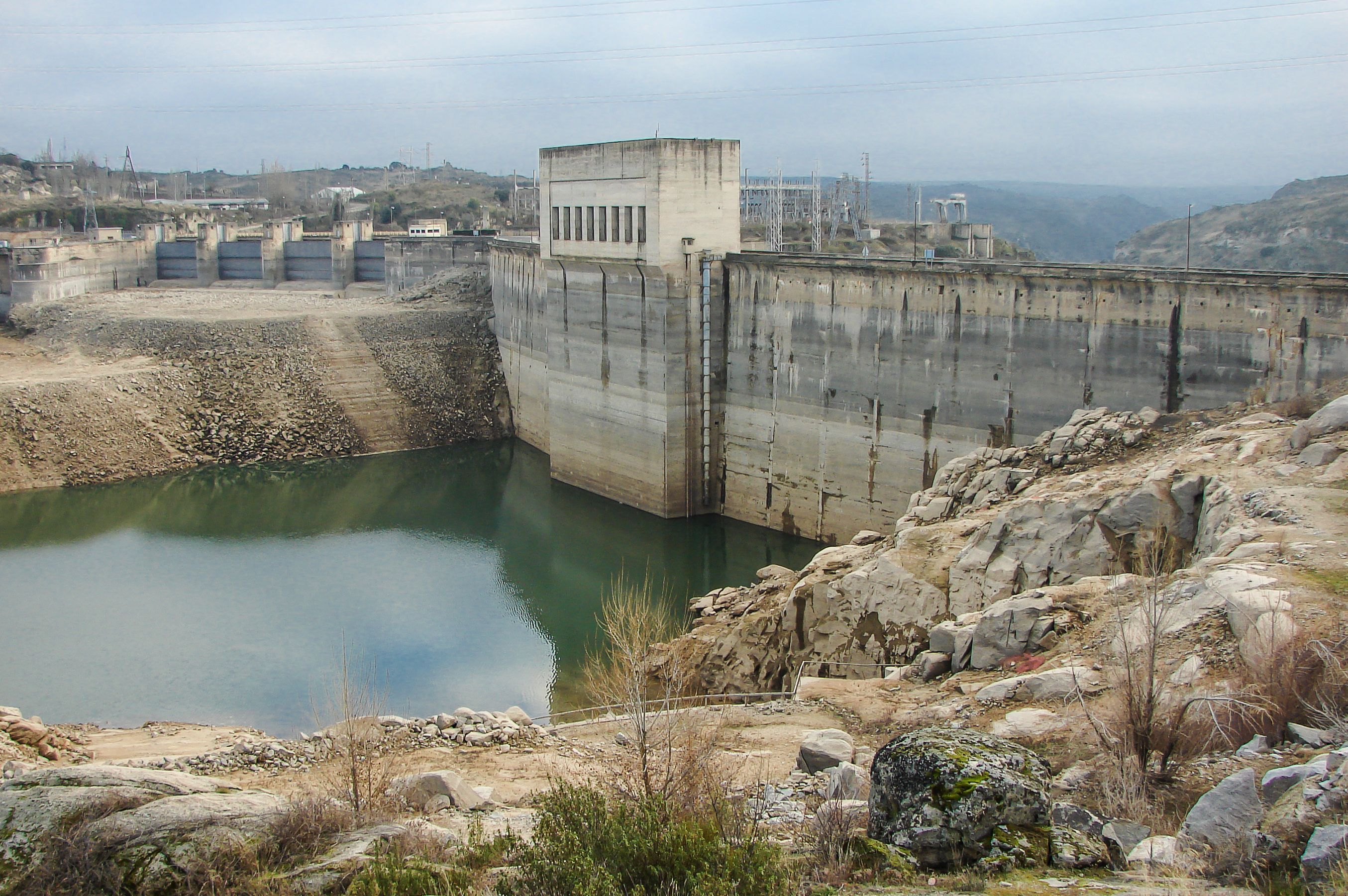
Die Talsperre mit der Hochwasserentlastung links im Bild

Das Absperrbauwerk ist eine Gewichtsstaumauer aus Beton mit einer Höhe von 93 (bzw. 95 99,4 99,57 oder 100) m über der Gründungssohle. Die Mauerkrone liegt auf einer Höhe von 685 m über dem Meeresspiegel. Die Länge der Mauerkrone beträgt 270 m. Das Volumen beträgt 398.000 m³.
Die ersten Pläne aus den 1920er Jahren sahen eine Staumauer mit einer Höhe von 70 m vor, deren Stausee 563 Mio. m³ Wasser fassen sollte.
Die Staumauer verfügt sowohl über einen Grundablass als auch über eine Hochwasserentlastung. Über den Grundablass können maximal 75 m³/s abgeleitet werden, über die Hochwasserentlastung maximal 5962 m³/s. Das Bemessungshochwasser liegt bei 5000 m³/s.
Die Hochwasserentlastung befindet sich auf der linken Flussseite. Sie bestand ursprünglich aus einem Kanal mit einer Länge von 580 m, der in dem Felsgestein ohne Betonverkleidung angelegt wurde. Am Ende dieses Kanals stürzte das Wasser ca. 80 m in die Tiefe. In den folgenden Jahren kam es zu einer unvorhergesehenen, starken Erosion des Felsens, so dass sich der ursprünglich angelegte Kanal auf eine Länge von ungefähr 200 m verkürzte. Es entstand ein Krater (span. la cazuela) sowie ein tief eingeschnittener Graben. Zur Lösung des Problems wurde 1934 Theodor Rehbock als Berater hinzugezogen. In den folgenden Jahren wurden sowohl der Krater als auch der Graben durch Beton stabilisiert.

## Stausee
Beim normalen Stauziel von 684 m erstreckt sich der Stausee über eine Fläche von rund 57,25 (bzw. 58,55) km² und fasst 1,145 (bzw. 1,173 1,179 oder 1,2) Mrd. m³ Wasser; davon können 1,041 (bzw. 1,078) Mrd. m³ genutzt werden. Das minimale Stauziel für die Stromerzeugung beträgt 641 m.

## Kraftwerk

### Ricobayo I
Das Kraftwerk ging im Januar 1935 in Betrieb; im Jahr 1947 erfolgte der abschließende Ausbau. Seine installierte Leistung beträgt mit vier Francis-Turbinen 133 (bzw. 174 oder 175) MW. Die Fallhöhe beträgt 83 m. Der maximale Durchfluss liegt bei 240 m³/s für alle Turbinen. Das Maschinenhaus liegt am Fuß der Talsperre.

### Ricobayo II
Das Kraftwerk ging 1999 in Betrieb; seine installierte Leistung beträgt mit einer Francis-Turbine 151 (bzw. 153 oder 158) MW. Die Fallhöhe beträgt 75 m. Der maximale Durchfluss liegt bei 217 m³/s. Das Maschinenhaus befindet sich in einer Kaverne auf der rechten Flussseite.